# جان-لوك كوريا
جان-لوك كوريا (بالفرنسية: Jean-Luc Correia)‏ هو مجدف فرنسي، ولد في 27 يوليو 1951.

## وصلات خارجية
- جان-لوك كوريا على موقع الاتحاد الدولي للتجديف (الإنجليزية)
- جان-لوك كوريا على موقع اللجنة الأولمبية الدولية (الإنجليزية)
- جان-لوك كوريا على موقع أوليمبيديا (الإنجليزية)